# Carlos Schlaen
Carlos Schlaen es un escritor argentino nacido en la ciudad de Santa Fe en 1946.
En 1970 se mudó a Buenos Aires . Además de escribir, dibuja y ha ilustrado todas sus obras. En 1987 se publica el primer libro "Ulrico, la historia secreta de la conquista". Ilustrado a modo de los primeros libros impresos, es una versión humorística acerca de la vida de Ulrico Schmidl, primer cronista del Río de la Plata. En 1994 publica "El caso del cantante de rock", su primera historia policial para jóvenes.

## Libros publicados

### Humor histórico
- Ulrico, la historia secreta de la conquista.
- Orllie, la viva imagen del rey de la Patagonia.

### Novelas policiales y de aventuras para jóvenes
- El caso del videojuego.
- Un medallón para Osiris.
- La maldición del virrey.
- El caso del futbolista enmascarado
- La espada del adelantado
- El caso de la modelo y los lentes de Elvis
- El caso del cantante de Rock